# People’s Progressive Party (Vanuatu)
Die People’s Progressive Party (französisch Parti progressiste populaire) ist eine reformistische politische Partei in Vanuatu.

## Geschichte
Die Partei wurde 2001 gegründet und gewann bei den Wahlen 2002 unmittelbar 5 % der Stimmen und damit einen Sitz im Parlament. Bei den Wahlen am 6. Juli 2004 konnte die Partei ihr Ergebnis verbessern und gewann 3 der 52 Sitze und 2008 sogar vier. Der Parteiführer, Sato Kilman, diente als Deputy Prime Minister und Außenminister von Vanuatu von Dezember 2004 bis Juli 2007. Er hatte die Partei zu einem wichtigen Mitglied der Koalition von Premierminister Ham Lini unter Führung der National United Party gemacht, aber im Juli 2007 warf Lini, offenbar aufgrund von Korruptions-Anklagen gegen Kilmans Sekretär, die People’s Progress Party aus dem Kabinett.
Im Juni 2011 konnte Kilman sogar noch ein eigenes Kabinett bilden und seine Regierung wurde in den Wahlen 2012 honoriert. Die PPP gewann sechs Sitze und war damit drittstärkste Partei im Parlament. Die Partei wurde jedoch 2013 in die Opposition gezwungen, als Kilman zurücktrat und Moana Carcasses wurde Premierminister.
Bei den Wahlen 2016 konnte die Partei nur noch einen Sitz im Parlament erringen, genau wie 2020.

## Wahlergebnisse
| Wahl      | Stimmen | %    | Mandate |
| --------- | ------- | ---- | ------- |
| Wahl 2002 | 4.039   | 5,1  | 1 / 52  |
| Wahl 2004 | 4.362   | 4,7  | 4 / 52  |
| Wahl 2008 | 5.407   | 8,0  | 4 / 52  |
| Wahl 2012 | 9.642   | 12,2 | 6 / 52  |
| Wahl 2016 | 5.469   | 4,8  | 1 / 52  |
| Wahl 2020 | 2.664   | 1,8  | 1 / 52  |
| Wahl 2022 | 3.221   | 2,4  | 2 / 52  |